# Matsuyama Rocks
Die Matsuyama Rocks sind eine Gruppe aus Klippenfelsen vor der Loubet-Küste des Grahamlands auf der Antarktischen Halbinsel. Im Crystal Sound liegen sie vor der Westseite des Stefan-Piedmont-Gletschers.
Luftaufnahmen der Falkland Islands and Dependencies Aerial Survey Expedition aus den Jahren von 1956 bis 1957 dienten ihrer Kartierung. Das UK Antarctic Place-Names Committee benannte sie 1960 nach dem japanischen Geologen und Geophysiker Motonori Matsuyama (1884–1958) von der Universität Kyōto, der sich mit der Struktur von Eiskristallen beschäftigt hatte.